# Problemi per il millennio
I problemi per il millennio (in inglese Millennium problems) sono sette problemi matematici (di cui uno nel frattempo risolto) posti all'attenzione dei matematici dall'Istituto matematico Clay.

## Descrizione
Ad imitazione dei problemi di Hilbert, l'istituto ha elencato 7 problemi allora irrisolti della matematica. A differenza però dei precedenti, per ognuno di essi di cui si fornisca la dimostrazione è stato assegnato un premio di un milione di dollari. I premi vennero istituiti durante il convegno del Millennio di Parigi, il 24 maggio 2000. L'unico di tali problemi ad essere stato risolto è la congettura di Poincaré, a opera del russo Grigori Perelman. Perelman ha rifiutato sia la medaglia Fields sia il premio Clay.
Un'altra differenza molto più profonda è che, mentre i problemi di Hilbert riguardavano campi allora all'avanguardia della matematica, i sette problemi del millennio sono molto tradizionali: sono rimasti solo 2 degli originali problemi di Hilbert senza una risposta anche solo parziale a tutt'oggi (2012), tra cui il più importante è l'ipotesi di Riemann (che è l'unica ad essere anche un problema del millennio). Tutti i problemi del millennio hanno profonde implicazioni economiche, dalla sicurezza bancaria alle transazioni via internet, all'applicabilità diretta nella soluzione di problemi tecnologici pressanti: ad esempio se la congettura di Birch e Swinnerton-Dyer fosse provata vera, sarebbe possibile rompere la cifratura basata sulle funzioni ellittiche in tempo polinomiale, e non esponenziale.

## Elenco dei problemi

### P contro NP
Il problema di P contro NP riguarda quei problemi computazionali che ammettono risposta binaria (sì o no): per ogni input il problema chiede di decidere se una proprietà è vera o meno. Un esempio è quello di decidere se due nodi di una rete sono connessi, un altro è quello di decidere se esiste una soluzione che soddisfi un insieme di equazioni. Va notato che all'algoritmo è richiesto solo di rispondere correttamente, non di fornire la soluzione.
Un problema è nella classe P se esiste un algoritmo che lo risolve utilizzando un numero di operazioni polinomiale nella lunghezza dell'input.  Un problema è in NP se esiste un algoritmo che "verifica" la correttezza di una soluzione utilizzando un numero di operazioni polinomiale nella lunghezza dell'input (e quindi la lunghezza della soluzione deve essere polinomiale in quella dell'input). Si prenda ad esempio un puzzle: si può non essere in grado di mettere insieme i pezzi ma una volta che qualcuno offre una possibile soluzione è molto semplice verificare se questa è corretta o meno.
Il problema di determinare se P è uguale o meno ad NP è essenzialmente quello di capire se esistono problemi computazionali per cui è possibile "verificare" una soluzione in tempo polinomiale ma non è possibile "decidere", sempre in tempo polinomiale, se questa soluzione esiste. Questa è una domanda molto importante per l'informatica teorica. Si veda teoria della complessità computazionale per una discussione più completa.

### La congettura di Hodge
La congettura di Hodge riguarda gli spazi proiettivi e le varietà algebriche. I cicli di Hodge sono delle combinazioni lineari razionali di cicli algebrici.

### La congettura di Poincaré - Verificata e ritenuta risolta nel 2002
In topologia, la superficie sferica a due dimensioni è caratterizzata dal fatto che è semplicemente connessa. La congettura di Poincaré dice che la sfera è l'unica superficie che è semplicemente connessa anche se la si porta a n-dimensioni (con n numero positivo). Questo problema è stato risolto per tutte le dimensioni superiori a 3, risolverlo per la dimensione 3 è fondamentale per dimostrare la congettura. È stata accettata la bozza di soluzione di Grigorij Jakovlevič Perel'man nel 2002, che ha portato due ricercatori cinesi, Zhu Xiping e Cao Huaidong alla soluzione esplicita. Perel'man è stato insignito sia della Medaglia Fields, sia del Premio Clay di 1.000.000 di dollari, ma ha rifiutato entrambi e si è ritirato a vita privata, sembra che viva con la madre, alla periferia di San Pietroburgo.

### L'ipotesi di Riemann
In teoria analitica dei numeri, l'ipotesi di Riemann o congettura di Riemann è una congettura sulla distribuzione degli zeri non banali della funzione zeta di Riemann ζ(s). La sua importanza deriva dalle conseguenze che ha sulla distribuzione dei numeri primi. Questa ipotesi è stata verificata con i computer per un miliardo e mezzo di numeri primi, ma la sua verifica definitiva attraverso un teorema avrebbe profonde ripercussioni nella matematica pura come nelle applicazioni di crittologia.

### Teoria di Yang-Mills e gap di massa
In fisica, la teoria di Yang-Mills descrive la rottura della simmetria delle fasi primordiali dell'universo. Questa teoria segnò una rottura totale con le vecchie teorie e attualmente è un cardine del Modello standard. Il problema è dimostrare rigorosamente che:
- la teoria esista soddisfacendo alcuni tipi di assiomi fondamentali (ad esempio gli assiomi di Wightman)
- la massa della particella più leggera sia maggiore di 0 (problema del gap di massa).

### Equazioni di Navier-Stokes
Le equazioni di Navier-Stokes descrivono il comportamento dei fluidi, ossia liquidi e gas. Anche se sono state formulate nel XIX secolo, non è mai stato appurato se il problema matematico che esse descrivono è ben posto e non è mai stata determinata una loro soluzione analitica in forma chiusa, tranne in alcuni casi particolari. Il problema è elaborare una teoria matematica che consenta di comprenderle ed analizzarle. Questa teoria sarebbe molto utile per gli studi di fluidodinamica.

### La congettura di Birch e Swinnerton-Dyer
La congettura di Birch e Swinnerton-Dyer riguarda un particolare tipo di curve, le curve ellittiche sui numeri razionali. Questa congettura è strettamente collegata al problema se ci sia un modo semplice per stabilire se tali equazioni abbiano un numero finito o infinito di soluzioni razionali. Il decimo problema di Hilbert era simile ma trattava delle equazioni diofantee e si è dimostrato che non si è in grado di decidere se esiste o no una soluzione.